# دنیل برنهارت
دانیل برنهارت (به انگلیسی: Daniel Bernhardt) (متولد ۳۱ اوت ۱۹۶۵) بازیگر، بدل‌کار و هنرمند رزمی فیلم‌های اکشن هالیوودی سوئیسی تبار می‌باشد.

## حرفه
دنیل برنهارت یک ورزشکار حرفه‌ای در هنرهای رزمی در رشته تکواندو و هنرپیشه قهرمان فیلم اکشن آمریکایی می‌باشد که از سال ۱۹۹۶ تا اکنون مشغول بکار در زمینه بازیگری فیلم‌های اکشن است.

## زندگی شخصی
دنیل برنهارت در فیلم رینگ خونین ۴: مبارزه تاریکی با لیزا استُتهارد آشنا شد و در سال ۲۰۰۰ این آشنایی منجر به ازدواج آنها شد و سرانجام دخترشان در سال ۲۰۰۳ بنام بلا متولد شد.

## فیلم‌شناسی

### سینما
- رینگ خونین ۲ (۱۹۹۶)
- رینگ خونین ۳ (۱۹۹۷)
- جنگ آینده (۱۹۹۷)
- انتقام واقعی (۱۹۹۷)
- هدف دقیق (۱۹۹۸)
- رینگ خونین ۴ (۱۹۹۹)
- جی۲ - فتح فانی (۱۹۹۹)
- حمله به دریای سیاه (۲۰۰۰)
- اثر جهانی (۲۰۰۲)
- ماتریکس: بارگذاری مجدد (۲۰۰۳)
- الماس تراش (۲۰۰۵)
- کودکانی از موم (۲۰۰۷)
- قهرمان عالی (۲۰۱۰)
- مخلوق (۲۰۱۱)
- جان ویک (۲۰۱۴)
- نوارهای واتیکان (۲۰۱۵)
- محموله گرانبها (۲۰۱۶)
- همه‌شان را بکش (۲۰۱۷)
- نقشه فرار ۳ (۲۰۱۹)
- آسمان‌های شهر (۲۰۲۰)
- جهنم بدون خشم (۲۰۲۱)
- رستاخیزهای ماتریکس (۲۰۲۱)[۳]
- بازی قاتل (۲۰۲۴)
- رئیس ایستگاه (۲۰۲۴)

### تلویزیون
- مورتال کمبت: فتح - سریال تلویزیونی (۲۲ قسمت ۱۹۹۸–۱۹۹۹)
- میل (۲۰۰۶–۴ قسمت)
- تغییر کربن (۲۰۱۸)